# Cuncumén (San Antonio)
Cuncumén (del mapudungun: Murmullo de agua)
El cacique Cuncumén fue el último indígena dueño de estas tierras hasta que las vendió a la familia Piñeiro, en días que Chile iniciaba su independencia.
Cuncumén es una localidad ubicada en la comuna de San Antonio, Región de Valparaíso, Chile.Entré la Cordillera de la Costa. Es una pequeña zona rural conocida por su actividad agrícola, especialmente en la producción de frutas, verduras y viñedos.
Se caracteriza por su tranquilidad y naturaleza. Es un lugar ideal para paseos campestres y para desconectarse.
Además esta divida por varios sectores denominados: La Arboleda, Rinconada de San Juan, Huinca, La Floresta, El Asilo, Valle Abajo y Valle Arriba.
El pueblo de Cuncumén tiene límite territorial hacia el norte con la Región Metropolitana

## Servicios

### Educación
Salud
-Cuenta con una posta rural, donde se hace la entrega de medicamentos a personas con enfermedades crónicas y dos veces al mes desde San Antonio va una "ronda medica" martes y jueves estos incluyen a un médico de medicina general, un o una nutricionista y tens. 
Al ser una posta rural y no existir muchos insumos y personal, ante una emergencia médica, debe salir de la zona de Cuncumén e ir al SAPU más cercano ubicado en Llo-lleo - San Antonio

### Seguridad
-El Reten de Cuncumén Es dependiente de la prefectura San Antonio, y este se encuentra Ubicado En avenida La Floresta S/N Cuncumen Valle Arriba.
Bomberos
-El día 26 de noviembre del año 2024 El Cuerpo de Bomberos de San Antonio anunció oficialmente la fundación de la Sexta Compañía Bomberos Cuncumén, marcando un hito en la historia de la localidad. Este avance permitirá una respuesta más rápida y eficiente a emergencias. 
Transporte público
Cuncumén cuenta con poca locomoción colectiva, Existen solo dos servicios, estos recorridos de micro consisten en: 
Desde Melipilla hacia Cuncumen. Saliendo del paradero de Silva Chávez ubicado en las cercanías de la ACHS  y llegando hacia el sector de Valle Abajo, posteriormente este mismo recorrido regresa hacia Melipilla.
Desde San Antonio hacia Cuncumén - El Asilo - La Floresta Saliendo desde el terminal de buses de San Antonio